# Joal-Fadiouth
Joal-Fadiouth è una città del Senegal, appartenente alla regione di Thiès. Si trova a 118 km a sud di Dakar.

## Geografia fisica

### Territorio
La caratteristica unica di Fadiouth è l'essere interamente formata da gusci vuoti di conchiglie, accumulate qui nel corso dei secoli dai pescatori e dai molluschi. L'isola è lunga poche centinaia di metri.
I continui movimenti delle maree modificano inoltre il profilo dell'isola più volte nell'arco di una giornata.

## Geografia antropica
Joal-Fadiouth, quando, nominata, spesso viene confusa per il medesimo luogo, in realtà si parla di due luoghi che, per quanto distinti, si legano naturalmente tra di loro. Joal, la prima parte del nome, è una stretta penisola all'estremità della Petite Côte. È caratterizzata prevalentemente da un piccolo villaggio di pescatori.
Fadiouth, invece, è una piccola isola, collegata solo a Joal da un ponte in legno lungo circa 800 metri.

## Società

### Etnie
La popolazione è a maggioranza sérèr.

### Religioni
A Joal-Fadiouth convivono in armonia cristiani e musulmani. La maggioranza della popolazione di Fadiouth è di fede cattolica. A Joal invece la proporzione si ribalta, con una maggioranza musulmana.

## Sport

### Calcio
Terreni piuttosto grandi sono adibiti a piccoli campi da calcio dai bambini quando il mare si ritira.

## Monumenti e luoghi d'interesse

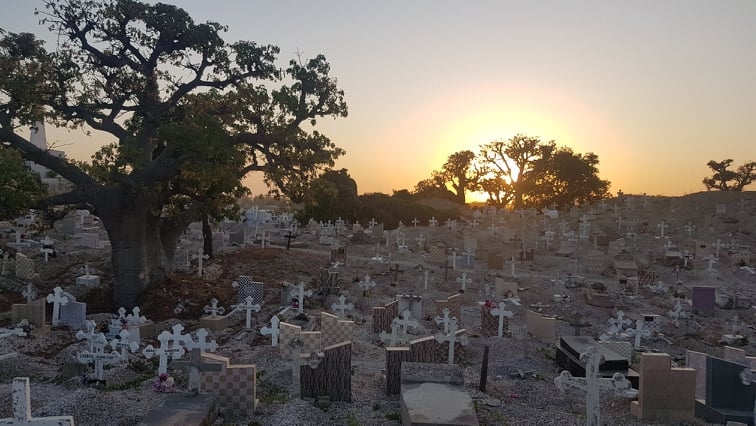
Cimitero di Joal - Fadiouth (2019)

### Architetture religiose
- Chiesa di San Francesco Saverio: è un luogo di culto costruito sia da cristiani che da musulmani.[4]

- Cimitero cristiano-musulmano: è costruito sulle conchiglie ed è condiviso, appunto, tra  cristiani e musulmani. È un luogo simbolo di accettazione reciproca e di pacifica convivenza tra le due religioni.[1]

### Casa d'infanzia di Senghor
A Joal è presente la Casa d'infanzia del primo presidente del Senegal Léopold Sédar Senghor.

### Parlamenti locali
Piccole costruzioni all'aperto dove gli anziani del villaggio si riuniscono per prendere decisioni.

## Curiosità
A Fadiouth le conchiglie sono usate anche per costruire edifici. Nell'isola inoltre sono molto diffusi gli allevamenti di maiali e non circolano autovetture.